# Agelastica
Agelastica (лат.) — род жуков (Coleoptera) из подсемейства козявок (Galerucinae) в семействе листоедов (Chrysomelidae). К нему относится такой вид, как листоед ольховый, который повреждает листья ольхи на всех стадиях своего развития.

## Систематика
- Agelastica alni (Linnaeus, 1758)
- Agelastica coerulea Baly, 1874
- Agelastica lineata Blackburn, 1888